# Asante Samuel
Asante T. Samuel (Fort Lauderdale, 6 gennaio 1981) è un ex giocatore di football americano statunitense che ha militato nel ruolo di cornerback nella National Football League (NFL). Fu scelto nel corso del quarto giro (120º assoluto) del Draft NFL 2003 dai New England Patriots. Al college ha giocato a football alla University of Central Florida.
Un All-Pro e quattro volte Pro Bowler, Samuel ha vinto due Super Bowl coi New England Patriots e ha raggiunto i playoff in otto delle sue prime nove stagioni nella National Football League.

## Carriera professionistica

### New England Patriots
Samuel fu scelto nel quarto giro del Draft 2003, con la 120a scelta assoluta dai New England Patriots.
All'inizio della stagione 2004, i cornerback dei Patriots erano Tyrone Poole e Ty Law. Dopo che gli infortuni misero fuori gioco entrambi, Samuel divenne il titolare fino a partire dall'inizio coi Patriots nel Super Bowl XXXIX vinto da New England. Samuel rimase titolare anche nella stagione successiva.
Nel 2006, i Patriots iniziarono la stagione con Samuel e Ellis Hobbs come loro cornerback. Alla fine della stagione, Samuel intercettò un record di 10 passaggi, guidando la NFL a pari merito con Champ Bailey dei Denver Broncos). Quella fu anche la seconda prestazione nella storia della franchigia dei Patriots (Ron Hall ne mise a segno 11 nel 1964). Samuel pareggiò il record di franchigia dei Patriots per il maggior numero di intercetti in una partita con 3 nella gara della settimana 12 contro i Chicago Bears.
Nei playoff 2006, Samuel intercettò due passaggi e li ritornò in altrettanti touchdown: il primo nella vittoria sui New York Jets al primo turno e poi nella finale della AFC contro gli Indianapolis Colts che estese il vantaggio dei Patriots sul 21–3.
Il 16 febbraio 2007, i Patriots applicarono la franchise tag su Samuel che il 27 agosto 2007 firmò un contratto annuale di 7,79 milioni di dollari. Samuel terminò la stagione regolare 2007 con 6 intercetti, ritornandone uno in touchdown, venendo convocato per il Pro Bowl a aiutò i Patriots a raggiungere il Super Bowl XLII da imbattuti. Coi Patriots in vantaggio 14-10 a meno di due minuti alla fine, Samuel si lasciò sfuggire quello che sarebbe stato l'intercetto della vittoria. Nella giocata successiva, Eli Manning completò un passaggio per David Tyree e la partita si concluse con la vittoria dei New York Giants.

### Philadelphia Eagles
Samuel fu uno dei free agent più desiderati nel mercato del 2008. Il 1º marzo 2008 firmò un contratto di sei anni coi per 56 milioni di dollari con gli Eagles. Durante la firma disse “Voglio solo vincere e riuscire a tornare al Super Bowl.” Asante Samuel giocò la sua prima gara di stagione regolare con Eagles il 7 settembre 2008 contro i St. Louis Rams. Concluse la stagione con 4 intercetti e un touchdown, venendo convocato per il suo secondo Pro Bowl. Il 4 gennaio 2009, Samuel ritornò un intercetto per 44 yard in touchdown, il quarto ritornato in touchdown nei playoff, un record NFL. La settimana successiva, Samuel intercettò Eli Manning, ritornandolo fino alla linea delle due yard del territorio dei Giants. Questo segnò il suo settimo intercetto nei playoff, che dopo il ritiro di Rodney Harrison lo pongono al primo posto tra i giocatori attivi. Samuel e Harrison sono attualmente alla pari al quinto posto nella storia della NFL per intercetti in carriera nei playoff.
Il 20 dicembre 2009 contro i San Francisco 49ers, Samuel mise a referto il suo ottavo intercetto dell'anno superando il record di Troy Vincent per un giocatore sotto la gestione di Andy Reid stabilito nel 1999.
Concludendo con 9 intercetti, Samuel si classificò al secondo posto nella storia degli Eagles a pari merito con Don Burroughs (1960) e Ed "Bibbles" Bawel (1955). A fine anno fu convocato per il suo terzo Pro Bowl nell'anno successivo per il quarto.
La stagione 2011 fu l'ultima con gli Eagles in cui mise a segno 3 intercetti, 10 passaggi deviati e un fumble forzato.

### Atlanta Falcons

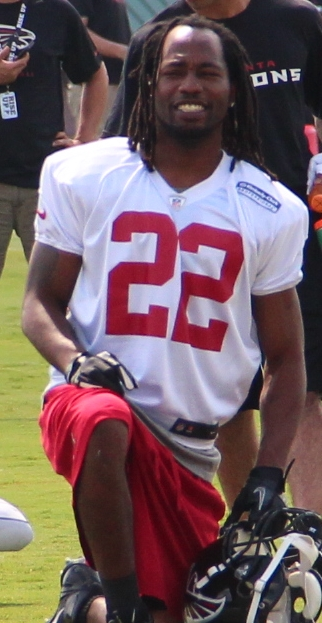
Samuel nel training camp dei Falcons nel 2013.

Gli Atlanta Falcons acquisirono Samuel dagli Eagles il 25 aprile 2012, in cambio di una scelta del settimo giro del Draft NFL 2012. Con una vittoria all'ultimo secondo sugli Oakland Raiders, Atlanta si mantenne imbattuta nella settimana 6 con Samuel che fu decisivo intercettando un passaggio di Carson Palmer a 2 minuti e 40 secondi dal termine e lo ritornò per 79 yard in touchdown.
Nella settimana 10, il secondo intercetto stagionale del giocatore non fu sufficiente ai Falcons per evitare la prima sconfitta stagionale in casa dei Saints. Samuel fece registrare un intercetto in ognuna delle ultime tre gare della stagione, contro Giants, Lions e Buccaneers. Quest'ultimo fu il 50º della carriera. Atlanta terminò col miglior record della conference e nei playoff i Falcons eliminarono i Seattle Seahawks nel divisional round ma uscirono contro i San Francisco 49ers nella finale della NFC.
Nel 2013, Atlanta scese a un record di 4-12, con Samuel che mise a segno 30 tackle e un intercetto. Il 5 febbraio 2014 fu svincolato.

## Palmarès

### Franchigia
- Super Bowl : 2

New England Patriots: XXXVIII, XXXIX
- American Football Conference Championship: 3

New England Patriots: 2003, 2004, 2007

### Individuale
- Convocazioni al Pro Bowl: 4

2007, 2008, 2009, 2010
- All-Pro: 3

2007, 2009, 2010
- Leader della NFL in intercetti: 2

2006, 2009

## Statistiche
| Partite totali             | 162 |
| Partite totali da titolare | 148 |
| Tackle totali              | 433 |
| Sack                       | 0,0 |
| Intercetti                 | 51  |
| Fumble forzati             | 7   |

Statistiche aggiornate alla stagione 2013

## Vita privata
Samuel ha un figlio, Asante Jr., che gioca come cornerback della NFL per i Los Angeles Chargers.